# Pretty Hate Machine
Pretty Hate Machine (ou Halo 2) é o álbum de estreia e o segundo lançamento oficial da banda Nine Inch Nails, lançado em 1989.
Trabalhando noites no Right Track Studio como faz-tudo e zelador, Trent Reznor usava o estúdio em tempo ocioso para gravar e desenvolver suas próprias músicas. Tocando ele mesmo a maior parte dos teclados, máquinas de bateria, guitarras e samplers, ele gravou uma demo.
Juntando-se ao empresário John A. Malm, Jr. eles enviaram a demo para várias gravadoras, recebendo propostas sérias de muitas delas. Por fim, Reznor assinou contrato com a TVT Records que, até aquela época, eram conhecidos basicamente por lançarem álbuns de jingles da televisão.
Pretty Hate Machine foi então gravado em vários estúdios pelo mundo, com Reznor colaborando com alguns de seus mais idolatrados produtores - Flood, Keith LeBlanc, Adrian Sherwood e John Fryer.
O álbum, cujo título original Industrial Nation não foi aceito pela gravadora, foi lançado em 20 de Outubro de 1989 e se tornou um sucesso de crítica e público. Recebeu divulgação nas rádios pelos singles "Down in It", "Head Like a Hole" e "Sin". O álbum também ganhou popularidade através das pessoas que indicavam o álbum e acabaram por desenvolver uma grande reputação no underground. Reznor rapidamente contratou uma banda para sair em turnê com The Jesus and Mary Chain, incluindo o guitarrista e futuro líder da banda Filter, Richard Patrick. Os shows ao vivo do NIN eram conhecidos por conter versões mais altas e agressivas das canções do álbum, e também pela destruição de instrumentos no fim do show. Reznor preferia usar os saltos de suas botas para arrancar as teclas dos teclados.
Desde que o álum foi lançado, uma gravação conhecida como Purest Feeling apareceu. Este bootleg contem as demos originais para a maioria das faixas de PHM, assim como algumas que não foram usadas ("Purest Feeling" e "Maybe Just Once").
Foi feito um cover do álbum inteiro por um quarteto de cordas em 2005 como The String Quartet Tribute to Nine Inch Nails' Pretty Hate Machine, com arranjos por Eric Gorfain.
Pretty Hate Machine saiu de catálogo pela TVT Records, mas foi re-lançado pela Rykodisc Records em 22 de Novembro de 2005 com pequenas mudanças no pacote. Reznor expressou interesse em criar uma versão "deluxe" com remasterização em surround sound e novos/raros remixes, similar ao re-lançamento de The Downward Spiral. Rykodisc gostou da ideia, mas não o suficiente para pagar Reznor para fazer.

## Lançamentos
- TVT Records TVT 2610-1 - 12" Vinyl
- TVT Records TVT 2610-2 - CD

## Faixas
1. "Head Like a Hole" – 4:59
2. "Terrible Lie" – 4:38
3. "Down in It" – 3:46
4. "Sanctified" – 5:48
5. "Something I Can Never Have" – 5:54
6. "Kinda I Want To" – 4:33
7. "Sin" – 4:06
8. "That's What I Get" – 4:30
9. "The Only Time" – 4:47
10. "Ringfinger" – 5:40

## Créditos
- Trent Reznor – arranjos, programador, produtor, engenheiro de som, edição digital, mixagem
- Doug d'Angelis – engenheiro de som
- Tony Dawsey – masterização
- Flood – programador, produtor, engenheiro de som
- John Fryer – produtor, engenheiro de som, mixagem
- Kennan Keating – engenheiro de som
- Keith LeBlanc – produtor, engenheiro de som, remixagem, mixagem
- Richard Patrick – guitarra
- Ken Quartarone – engenheiro de som
- Adrian Sherwood – produtor, engenheiro de som, mixagem
- Jeffrey Silverthorne – fotografia
- Gary Talpas – design de capa
- Chris Vrenna – programador, edição digital

## Posições nas Paradas

### Álbum
| Ano  | Título              | Parada        | Posição |
| ---- | ------------------- | ------------- | ------- |
| 1990 | Pretty Hate Machine | Billboard 200 | 75      |

### Singles
| Ano  | Título             | Parada                             | Posição |
| ---- | ------------------ | ---------------------------------- | ------- |
| 1989 | "Down in It"       | Hot Dance Music/Club Play          | 16      |
| 1989 | "Down in It"       | Hot Dance Music/Maxi-Singles Sales | 20      |
| 1989 | "Down in It"       | Modern Rock Tracks                 | 16      |
| 1990 | "Head Like a Hole" | Hot Dance Music/Club Play          | 17      |
| 1990 | "Head Like a Hole" | Hot Dance Music/Maxi-Singles Sales | 34      |
| 1990 | "Head Like a Hole" | Modern Rock Tracks                 | 28      |
| 1990 | "Sin"              | Hot Dance Music/Club Play          | 10      |
| 1990 | "Sin"              | Hot Dance Music/Maxi-Singles Sales | 13      |